# Konstskolan i Stockholm
Konstskolan i Stockholm är en del av Folkuniversitetet. Skolan grundades 1949 av Georgij Fetcó; elev till Isaac Grünewald. "Fetcós Skola för Bildande Konst" var utbildningens ursprungliga namn. Då skolan övergick i privat ägo 1980 ändrades namnet till Konstskolan i Stockholm. Sedan år 2001 är konstskolan en del av Folkuniversitetet.

## Källa
Konstlexikonett Amanda